# Artistique-Weltmeisterschaft 1957

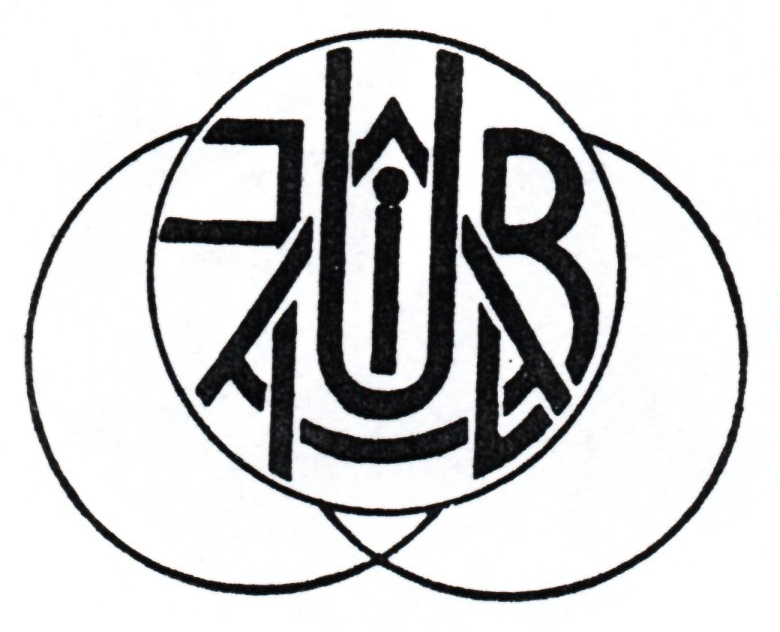
Logo UIFAB (ausrichtender Verband)

Veranstaltungsort: Murcia

Die Billard-Artistique-Weltmeisterschaft 1957 war das dritte Turnier in dieser Disziplin des Karambolagebillards und fand vom 26. bis zum 29. April 1957 in Murcia statt.

## Geschichte
18 Jahre nach der letzten Artistique-Weltmeisterschaft fand im spanischen Murcia die dritte WM in dieser Karambolage-Disziplin statt. Die Leistungen seit 1939 hatten sich stark verbessert. Joaquín Domingo verbesserte den alten Weltrekord aus dem Jahr 1937 von August Tiedtke auf 263 Punkte, was einem prozentualen Durchschnitt von 52,60 entspricht. Platz zwei belegte der Franzose Roger de Becker vor Francisco Munte aus Spanien.

## Modus
Gespielt wurden 64 verschiedene Figuren mit verschiedenen Punktewertungen. Jeder Teilnehmer hatte pro Figur vier Versuche. Die maximale Punktzahl betrug 500 Punkte.

Gewertet wurde wie folgt:
1. Punkte = Erzielte Punkte
2. Versuche = Anzahl der gespielten Versuche
3. gelöste Figuren = gelöste Figuren
4. HS = Punkte der nacheinander gelösten Figuren

## Abschlusstabelle
| Platz                        | Name              | Punkte | Versuche | gel. Figuren | HS |
| ---------------------------- | ----------------- | ------ | -------- | ------------ | -- |
| 1                            | Joaquín Domingo   | 263    | 202      | 37           | 41 |
| 2                            | Roger de Becker   | 236    | 185      | 34           | 44 |
| 3                            | Francisco Munte   | 217    | 204      | 31           | 41 |
| 4                            | Enrique Navarra   | 204    | 206      | 30           | 45 |
| 5                            | Rafael Macia      | 204    | 210      | 29           | 45 |
| 6                            | Juan Ruiz-Guarner | 192    | 216      | 28           | 45 |
| 7                            | Carlos Monestier  | 158    | 216      | 24           | 30 |
| 8                            | Guy Lachmann      | 155    | 211      | 23           | 39 |
| Turnierdurchschnitt: 40,72 % |                   |        |          |              |    |